# Шизофреническое слабоумие
Шизофреническое слабоумие (везаническое, апатическое, атактическое, транзиторное слабоумие) — расстройство интеллекта, типичное для заболеваний шизофренического спектра. По классификации О. В. Кербикова оно принадлежит к слабоумию, при котором нет глубоких органических изменений. По И. Ф. Случевскому, оно принадлежит к транзиторному слабоумию. По этому поводу он писал:
…больные шизофренией могут многие годы проявлять глубокое слабоумие, а затем неожиданно для окружающих, в том числе и врачей, обнаружить относительно хорошо сохранившиеся интеллект, память и чувственную сферу.Случевский, Измаил Фёдорович; 1959.
Существовала дискуссия, можно ли слабоумие при шизофрении считать собственно слабоумием. Так, Курт Шнайдер полагал, что в этих случаях, строго говоря, не наблюдается слабоумия, деменции, поскольку «общие суждения и память и прочее, что можно причислить к интеллекту, не претерпевает непосредственных изменений», а только наблюдаются некоторые нарушения мышления. А. К. Ануфриев отмечал, что пациент, страдающий шизофренией, может одновременно казаться в ходе беседы с ним и слабоумным, и не слабоумным и что термин «шизофреническое слабоумие» совершенно оправданно берут в кавычки. По мнению Г. В. Груле, расстройство интеллекта при шизофрении зависит от особенностей психической деятельности, непосредственно на интеллект не влияющих и являющихся волевыми расстройствами по типу апато-абулии и  расстройствами мышления. Поэтому нельзя говорить об изменениях интеллекта при шизофрении как о классическом слабоумии. При шизофреническом слабоумии страдает не интеллект, а умение им пользоваться. Как сказал тот же Г. В. Груле:
машина цела, однако целиком  или достаточно не обслуживается.Груле, Ганс Вальтер; 1929.
Другие авторы сравнивают интеллект при шизофрении с книжным шкафом, полным интересных, умных и полезных книг, к которому утерян ключ.
По М. И. Вайсфельду (1936), шизофреническое слабоумие обусловлено «отвлечением» (бредом и галлюцинациями),  «недостаточной активностью» личности до болезни, «влиянием острых психотических состояний» и «неупражнением». По последнему поводу он приводит слова великого деятеля эпохи Возрождения Леонардо да Винчи, утверждавшего, что бритва через неупотребление покрывается ржавчиной:
…то же случается с теми умами, которые, прекратив упражнение, предаются безделью. Таковые, наподобие вышеуказанной бритвы, утрачивают режущую свою тонкость и ржавчина невежества разъедает их облик.
Критикуя представление об исходе душевной болезни в слабоумие, Н. Н. Пуховский отмечает, что явления, относимые к «шизофреническому слабоумию», тесно связаны с токсико-аллергическими осложнениями при неадекватной тактике активной терапии психозов (в том числе нейролептической, ЭСТ, инсулинокоматозной терапии, пиротерапии), с пережитками системы стеснения в психиатрических стационарах и явлениями госпитализма, десоциализации, принуждением, разлукой и изоляцией, бытовым дискомфортом. Он также связывает «шизофреническое слабоумие» с защитным механизмом регрессии и вытеснения (парапраксиса).
Тем не менее, всё же несоответствие интеллектуальных реакций раздражителям свидетельствует о присутствии у больных шизофренией именно деменции, хотя и в своеобразном её варианте.

## История
Особое слабоумие у больных шизофренией через 4 года после создания Э. Блейлером самой концепции заболевания описал российский психиатр А. Н. Бернштейн в  1912 в «Клинических лекциях о душевных болезнях». До этого в работе В. Х. Кандинского «О псевдогаллюцинациях» (1890) автор указывал на возможность исхода в слабоумие болезни идеофрении (современный аналог которой — шизофрения).

## Классификация
По классификации А. О. Эдельштейна, основанной на степени распада личности выделяют:
1. Синдром «апатического» слабоумия («деменция побуждений»)[8];
2. «Органический» тип слабоумия[8] — по типу органического заболевания, например, как болезнь Альцгеймера;
3. Синдром «руинирования»[8]  с наступлением маразма;
4. Синдром «личностной дезинтеграции»[8].

## Патогенез
Патогенез шизофренического слабоумия, как и самой шизофрении, до конца не известен. Однако некоторые его аспекты описаны. Австрийский  психиатр Йозеф Берце в 1914  считал шизофреническое слабоумие «гипотонией сознания». Примечательно, что в дальнейшем с ним были согласны многие другие учёные: крупные исследователи шизофрении К. Шнайдер,  А. С. Кронфельд и О. К. Э. Бумке. Советский физиолог И. П. Павлов  также считал шизофрению хроническим гипноидным состоянием. Однако для понимания патогенеза шизофренического слабоумия этого недостаточно.
При шизофрении,  при сохранности элементов интеллекта, нарушается его структура.  В связи с этим проявляется основная клиника состояния.
По мнению В. А. Внукова, высказанном ещё в 1934, основа шизофренического слабоумия — расщеплённость интеллекта и восприятий, паралогическое мышление и уплощённый аффект.

## Клиническая картина

### Расстройства восприятия
Глубокие нарушения восприятия при шизофрении, в первую очередь — символизм, дереализация и деперсонализация на интеллект влияют негативно.

### Расстройства мышления
Мышление при шизофреническом слабоумии атактическое, с элементами вычурности, символизма, формальности, манерности, мозаичности. В своё время ещё Э. Крепелин, исследуя «dementia praecox» отметил «разъезжание», «соскальзывание», «растаскивание» мыслей. Возникает так называемое атактическое мышление, внешне проявляющееся расстройствами речи, чаще в виде шизофазии, когда предложения грамматически правильны, но их содержание бессмысленно, происходит соскальзывание с темы, возникают неологизмы, контаминации, происходит символическое понимание, персеверация, эмболофразия, паралогичность, сочетание несочетаемого и разъединение неделимого.

### Расстройства памяти
Память при шизофреническом слабоумии, как и при шизофрении в целом, длительное время сохранена. Такие больные хорошо ориентируются в собственной личности, пространстве и времени. По Э. Блейлеру явление, когда больные шизофренией наряду с психотическими имеют сохранные некоторые аспекты интеллекта, образно называется «двойной бухгалтерией».

## Прогноз
Так как шизофрения — заболевание хроническое и прогредиентное, прогноз для выздоровления при таком слабоумии, если оно уже возникло, как правило, сомнительный. Однако, так как данное слабоумие является транзиторным, если удалось остановить течение самой болезни, прогноз может быть относительно благоприятным. В других случаях возможен крайне неблагоприятный исход.  Наступает либо крайнее нарастание негативных симптомов в виде полнейшей апатии, абулии и аутизма, что проявляется в абсолютном безразличии, неопрятности, распаде социальных связей и отсутствии речи, либо с элементами прежней клинической формы шизофрении: дефектгебефрения, остаточная кататония, рудименты бреда при параноидной форме. Тем не менее, для жизни прогноз благоприятный, а для трудоспособности — сравнительно благоприятный при успешном лечении.